# 가수왕
"가수왕"은 1975년에 개봉한 대한민국의 영화이다.

## 캐스팅
- 남진 : 남준 역
- 최정민
- 윤소라
- 김경수
- 전원주
- 이향
- 박기택
- 서정웅
- 김기종
- 권오상
- 박복남
- 임성포
- 김기범
- 박종설
- 김애라
- 이정애
- 김신명
- 성명순
- 백소진
- 김승미
- 이재호